# PxTone
PxTone Collage (ピストンコラージュ) is een freeware muziekbewerkingsprogramma. Het programma werd door Daisuke "Pixel" Amaya ontwikkeld. Het bevindt zich sinds 2006 in de bètafase.
Het programma kan door Pixel ontwikkelde sample-formaten (ptnoise, ptvoice) openen, evenals enkele meer populaire sample-formaten, zoals .wav en .ogg. De primaire interface van het programma is een pianorolweergave die wordt gebruikt om noten te plaatsen en om onder andere duur, volume en toonhoogte mee aan te passen. Het tempo van een nummer kan worden ingesteld, maar kan niet worden gewijzigd tijdens het afspelen. Het .pxtone-formaat maakt het ook mogelijk om wat extra informatie op te slaan, zoals opmerkingen.
Pxtone Collage komt gebundeld met een paar andere programma's voor het maken van muzieksamples (ptnoise en ptvoice format) en een kleine applicatie voor het afspelen van de bestanden. Inbegrepen zijn ook DLL- en header-bestanden voor programmeren met PxTone.

## Geschiedenis
In 1998 bracht Pixel een kleine applicatie voor het schrijven en afspelen van muziek uit, genaamd PiyoPiyo. Dit formaat bevat drie melodietracks met aanpasbare wave-samples en een vierde track die uitsluitend is gewijd aan drum-samples. De editorinterface gebruikt de pianorol die standaard zou worden in alle toekomstige muziekeditors van Pixel. Een aanzienlijke tekortkoming bij het PiyoPiyo-ontwerp is dat het afspelen ervan is gekoppeld aan het CPU-gebruik, in die zin dat een zwaarbelaste CPU het afspelen zal vertragen.
Enige tijd later ontwikkelde Pixel het Organya-format voor gebruik in het indiegame Cave Story. Dit formaat lijkt erg op PiyoPiyo, met het grootste verschil dat deze maximaal 8 melodietracks en 8 drumtracks ondersteunt, voor 16 gelijktijdige geluiden. In plaats van dat de specificaties van de golfvorm bewerkbaar zijn, gebruikt Organya een ingebouwde bibliotheek met 100 golf "instrumenten" om uit te kiezen.
Pxtone is ontwikkeld als opvolger van Organya.

## Kenmerken
- Maximaal 100 stemsamples, 50 instrumenteenheden en 500.000 events per bestand
- Sampling van .wav, .ogg, .pcm, .ptvoice en .ptnoise
- Effectgroepen voor echo en overdrive
- Metadata van opmerkingen
- Exporteert naar .wav

## Beperkingen
- Ondersteunt geen VST's
- Biedt geen ondersteuning voor 32-bits outputsampling
- Ondersteunt geen midi-import of export